# 米原市立大東中学校
米原市立大東中学校（まいばらしりつ だいとうちゅうがっこう）は、滋賀県米原市池下にある公立中学校。北西約1キロ先に滋賀県立伊吹高等学校、米原市立大原小学校がある。

## 学校目標

### 校訓
自然に学ぶ

### 教育方針
- 豊かな人間性
- 確かな学力
- たくましい体力

### 合言葉
元気、笑顔、挨拶、優しさ、そして学び

## 部活動
陸上競技部はかつて県内屈指の強豪校であり、中体連主催の県大会において総合優勝は、春(通算)10回、夏(通算)15回、秋(通算)11回の優勝を誇る。また、昭和47年から昭和50年まで、10季連続総合優勝し、昭和47年から昭和55年まで、夏の県大会を9連覇している。現在は、「陸上王国」の復活を夢に再建が進んでいる。

## アクセス

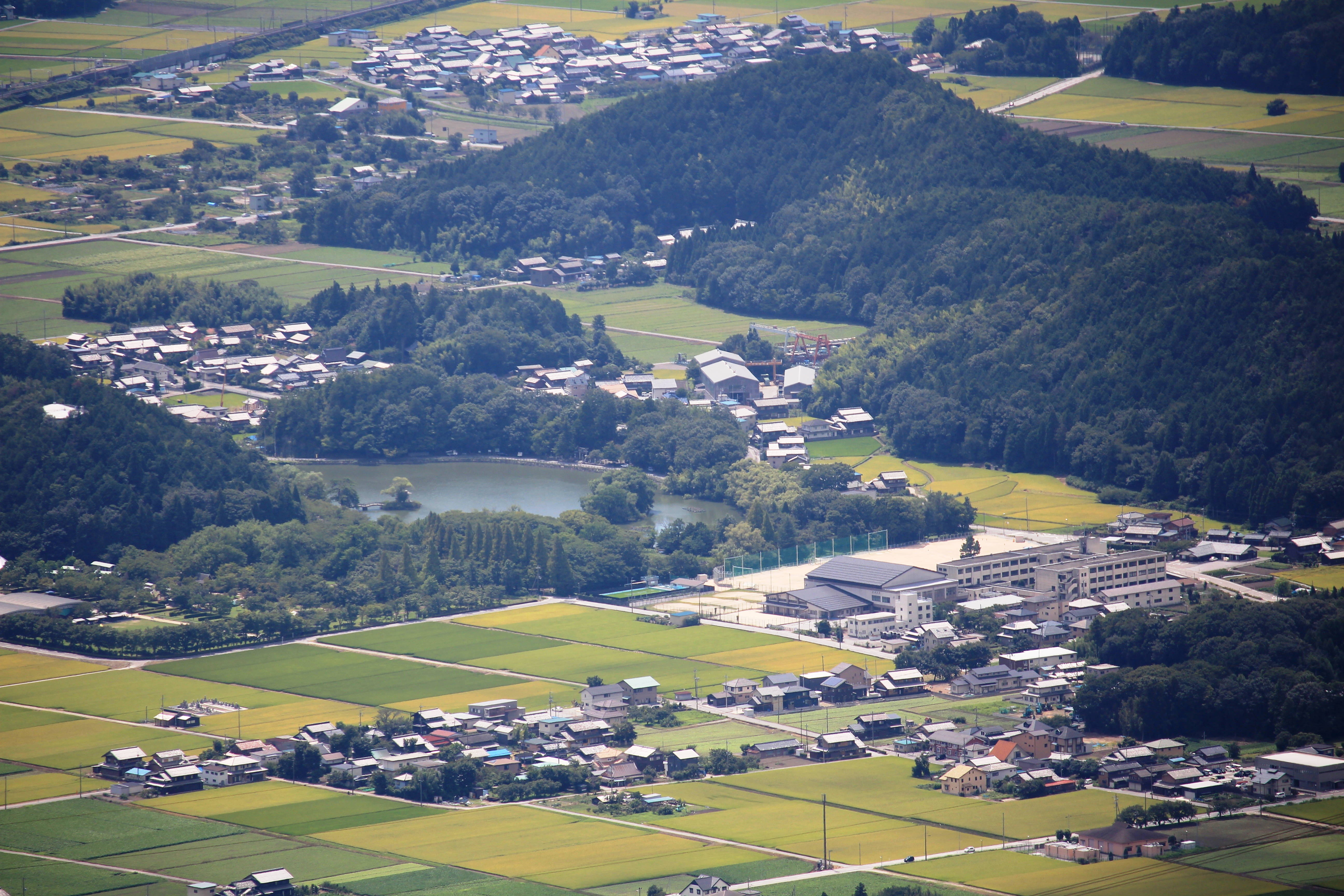
伊吹山から望む米原市立大東中学校と隣接する三島池

- JR東海道線近江長岡駅から徒歩で約30分

## めざす生徒像
- しっかり挨拶のできる生徒
- しっかり掃除のできる生徒
- ルール、時間を守る生徒
- 仲良く、協力し合える生徒
- しっかり聞いて、はっきり話せる生徒

## めざす教師像
- 信頼される教師
- 厳しさと温かさのある教師
- 使命感ある教師
- 率先垂範する教師
- 指導力、資質向上を図る教師
- 責任と情熱のある教師

## 沿革
- 1947年(昭和22年) 4月-東黒田村立黒田中学校、大原村立大原中学校として創立発足する。
- 1948年(昭和23年)4月-東黒田村他四ヶ村学校組合立山東中学校と校名改称する。
- 1949年(昭和24年)4月-東黒田村大原村学校組合立大東中学校と改称。
- 1955年(昭和30年)7月-山東町立大東中学校と改称する。
- 1955年(昭和30年)10月-校旗が樹立される。
- 1958年(昭和33年)10月-本校生徒標準服を制定しスクールカラーを緑とする。
- 1958年(昭和33年)11月-校歌が制定される。
- 1963年(昭和38年)6月-ミルク給食開始。
- 1976年(昭和51年)11月-創立30周年記念式典・記念碑建立。
- 1997年(平成9年)10月-創立50周年記念式典。
- 2009年(平成21年)3月-校舎のバリアフリー化工事完了。

## 通学区域
- 山東小学校、大原小学校区域に同じ[1]。

## 著名な出身者
- 横川凱 - プロ野球選手